# Statua del Chollima

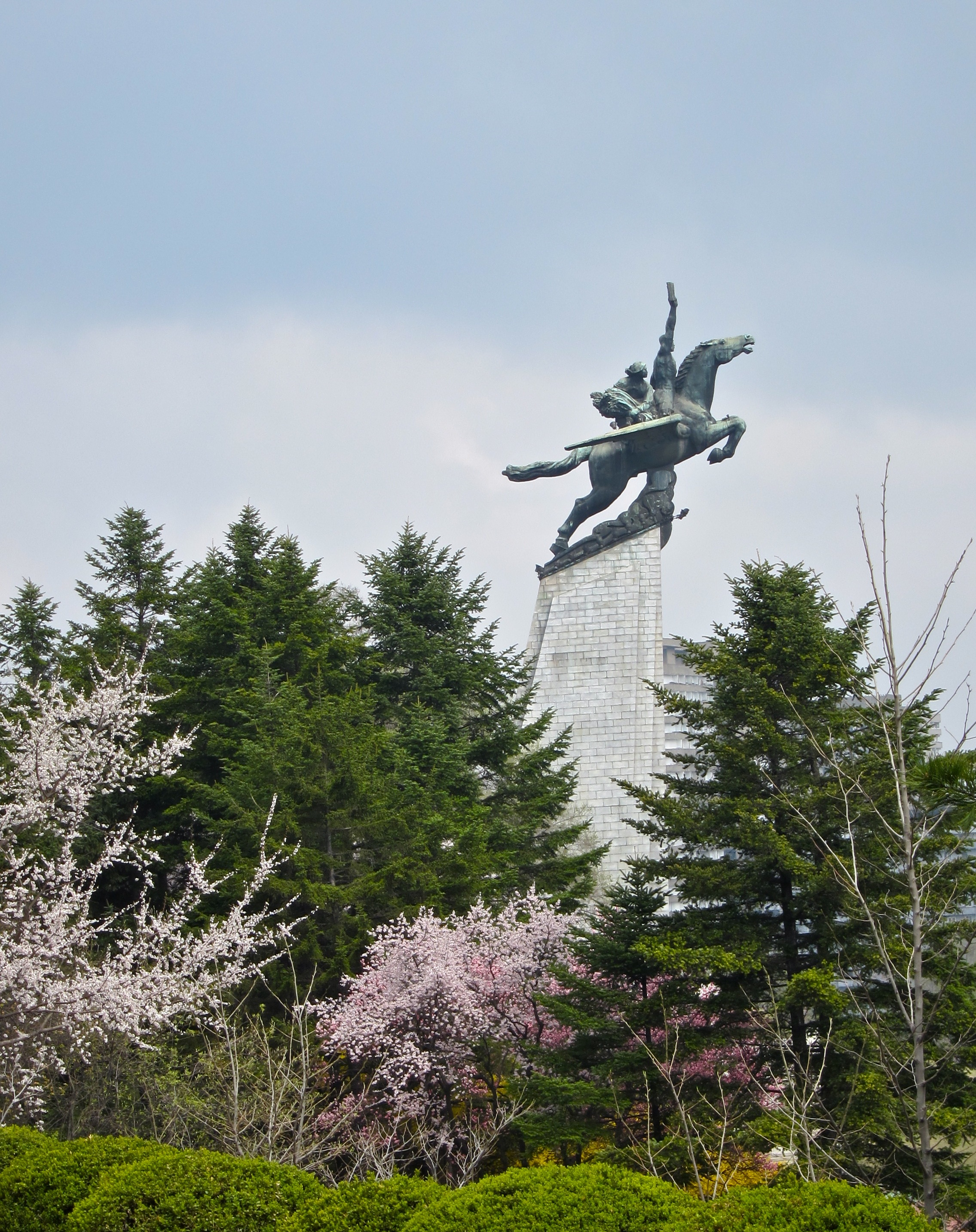
La statua di Chollima sulla collina Mansu

La statua del Chollima (천리마동상?, 千里馬銅像?, ch'ŏllima dongsangMR) è un monumento sul colle Mansu di Pyongyang, la capitale della Corea del Nord. Esso simboleggia la "velocità del Chollima" del movimento Chollima. Secondo la tradizione il cavallo mitologico rappresentato dalla statua è in grado di percorrere 1.000 ri al giorno.

## Storia
Questo monumento è stato completato in occasione del quarantanovesimo compleanno di Kim Il-sung nel 15 aprile 1961. È stato costruito dallo studio artistico Mansudae, un grande laboratorio artistico di oltre 4.000 dipendenti. La sua origine si può rintracciare in un discorso pronunciato da Kim Il-sung il 7 marzo 1961, che incitava i gruppi degli artisti amatoriali di campagna a contribuire allo sviluppo dell'arte del paese.

## Caratteristiche
Il monumento complessivo è alto 46 metri, mentre la statua ne misura 14 in altezza e 16 in lunghezza. Le due figure sul Chollima, un lavoratore e una donna di campagna, sono rispettivamente alte 7 e 6,5 metri. L'uomo solleva un documento del Comitato centrale del Partito del Lavoro di Corea, mentre la donna tiene in braccio un covone di riso. L'intera statua è in bronzo; la base, invece, è realizzata in granito.